# Mark Waid
Mark Waid (Hueytown, 21 marzo 1962) è un fumettista statunitense.

## Dagli esordi a Flash
Attivo nel mondo dei fumetti dalla metà degli anni ottanta, quando cominciò a scrivere per Amazing Heroes (1981-1992), rivista della casa editrice Fantagraphics Books, Waid divenne associate editor alla DC Comics lavorando a titoli quali Secret Origins (1986-1990), alla Legione dei Supereroi, a Doom Patrol e a molti one-shot. Rilevante la sua attività nella co-creazione della serie di Elseworlds, le storie alternative all'Universo DC, in cui Waid pubblicò il primo numero Gotham by Gaslight (Augustyn-Mignola) e proseguita negli anni a venire. Nel 1990 iniziò a scrivere come free lance alla Impact (1991-1993), sempre della DC, dove scrisse Comet (1991) e i dialoghi di The Shield.
Ma la sua carriera inizia a decollare quando prende in mano, dal n. 62 del maggio 1992, la seconda serie di The Flash.
Waid definisce le caratteristiche moderne del personaggio, per ben 8 anni (alternandosi alle sceneggiature, anche con Grant Morrison e, nell'ultimo anno, con Brian Augustyn, all'inizio suo editore). Anche grazie ai tratti funzionali e plastici di molti disegnatori (tra cui Greg LaRocque e Paul Ryan), Waid ha saputo connotare di toni drammatici e anche originali il personaggio di Wally West (sua è la definizione della "forza della velocità", concetto espanso a tutti i "velocisti" della DC).

## Capitan America e Kingdom Come
La Marvel, che cercava il successore di Mark Gruenwald per le storie di Capitan America si fece avanti con Waid: il suo primo lavoro sul soldato patriota (disegni di Ron Garney) venne accolto positivamente da critica e lettori, benché fosse durato meno di un anno (nn. 444-454, ottobre 1995-agosto 1996), interrotto per l'uscita di Heroes Reborn. Waid continuerà a scrivere Capitan America nella sua terza serie, per i primi 23 numeri (gennaio 1998-novembre 1999) e nello spin-off Captain America: Sentinel of Liberty (settembre 1998-agosto 1999).
Autore prolifico per tutta la seconda metà degli anni novanta e oltre, Waid è ricordato soprattutto per la graphic novel Kingdom Come, in cui i disegni iperrealistici e pittorici di Alex Ross esaltano l'originale sceneggiatura: ristampata più volte, vincitrice del Eisner Award alla Miglior miniserie nel '97, è tuttora apprezzata e ritenuta una delle più originali graphic novel mai prodotte.
Minor fortuna ebbe il "seguito" della miniserie, The Kingdom (1999, disegni di Ariel Olivetti e Mike Zeck): Waid scrisse inoltre storie per la Justice League, creò Impulso e, di nuovo alla Marvel, contribuì (ancora col fedele Mike Wieringo) al rilancio de I Fantastici Quattro (2002-2005).
Dopo aver narrato le "nuove origini" di Superman (disegni di Leinil Frencis Yu) nella serie Superman: Rinascita, firma nel 2005 un contratto di due anni esclusivo con la DC, in cui prende in mano la nuova serie di The Brave and the Bold (disegni di George Pérez) e, con Grant Morrison e altri autori, la serie settimanale 52.
È caporedattore dal 2007 della casa editrice indipendente di Los Angeles Boom! Studios, per la quale scrive attualmente diverse testate (alternando il lavoro con altre serie dell'Image).
Dopo aver rotto con la DC firma un contratto in esclusiva con la Marvel, scrivendo una miniserie sul Dottor Strange e svariati numeri dell'Uomo ragno. Ottenuti buoni riscontri, la Marvel gli affida il rilancio di Daredevil, serie che scriverà per quattro anni, fregiandosi dell'aiuto prima di Paolo Rivera poi di Chris Samnee, ottenendo un grande plauso della critica specializzata e numerosi premi del settore. Per l'era "Marvel Now" gli viene affidata la serie Indestructable Hulk e la conseguente serie "All-new Marvel Now" del personaggio di cui scriverà solo però i primi quattro numeri. Successivamente scrive la serie Agents of Shield, derivante dall'omonima serie televisiva.